# Justyna
Justyna – żeński odpowiednik imienia Justyn. Imię pochodzenia łacińskiego od słowa „iustus”, co oznacza „sprawiedliwy”. Wśród imion nadawanych nowo narodzonym dzieciom, Justyna zajęła 49. miejsce w grupie imion żeńskich w 2009 roku.
Justyna imieniny obchodzi: 12 marca, 14 czerwca, 16 czerwca, 13 lipca, 26 września, 7 października i 30 listopada.
W pojawiającą się w niektórych kalendarzach datę 17 września w rzeczywistości nie przypada wspomnienie świętej o imieniu Justyna (daty imienin ustalano według wspomnień świętych), lecz świętego Justyna
. 

## Osoby o imieniu Justyna
- św. Justyna z Moguncji – (zm. 407?) męczennica, siostra św. Aureusza
- św. Justyna z Padwy (zm. 304) – męczennica
- św. Justyna Francucci Bezzoli (zm. 1319) – zakonnica, benedyktynka
- Justina (IV w.) – cesarzowa rzymska, żona Magnencjusza i Walentyniana I
- Justyna Bargielska (ur. 1977) – polska poetka i pisarka.
- Justyna Bartoszewicz (ur. 1982) – polska aktorka
- Justyna Bąk (ur. 1974) – polska biegaczka
- Justyna Bergmann (ur. 1982) – polska modelka, Miss Polonia 2000
- Justyna Bojczuk (ur. 1995) – polska aktorka dubbingowa
- Justine Braisaz-Bouchet (ur. 1996) – francuska biathlonistka
- Justyna Budzińska-Tylicka (1867-1936) – polska działaczka feministyczna i społeczna
- Justine Henin (ur. 1982) – belgijska tenisistka
- Justyna Holm (ur. 1960) – polska poetka i autorka tekstów piosenek
- Justyna Kowalczyk (ur. 1983) – polska biegaczka narciarska
- Justyna Kozdryk (ur. 1980) – polska sztangistka, srebrna medalistka igrzysk paraolimpijskich Pekin 2008
- Justyna Kreczmarowa (1918–2005) – polska aktorka
- Justyna Kulczycka (ur. 1949) – polska aktorka
- Justyna Majkowska (ur. 1977) – polska piosenkarka
- Justyna Moniuszko (1985–2010) – polska stewardesa, zginęła w katastrofie w Smoleńsku
- Justyna Mospinek (ur. 1983) – polska łuczniczka
- Justyna Mudy (ur. 1984) – polska lekkoatletka
- Justyna Nazarczyk (ur. 1981) – polska futbolistka
- Justyna Lisowska (1856–1939) – polska działaczka oświatowa, jedna z założycieli Związku Księgarzy Polskich
- Justyna Panfilewicz (ur. 1985) – polska piosenkarka, wokalistka zespołu Ich Troje
- Justine Pasek (ur. 1979) – panamska modelka, Miss Universe 2002
- Justyna Pochanke (ur. 1972) – polska dziennikarka
- Justyna Radczyńska (ur. 1965) – polska poetka
- Justina Siegmundin (1636–1705) – autorka podręcznika dla akuszerek wydanego w 1690 r.
- Justyna Sieniawska (ur. 1981) – polska aktorka
- Justyna Sieńczyłło (ur. 1969) – polska aktorka
- Justyna Sobolewska (ur. 1972) – polska krytyk literacka, dziennikarka
- Justyna Steczkowska (ur. 1972) – polska piosenkarka
- Justyna Śliwa (ur. 1998) – polska judoczka
- Justyna Tomańska (ur. 1975) – polska pisarka
- Justine Waddell (ur. 1976) – południowoafrykańska aktorka
- Justyna Wasilewska (ur. 1985) – polska aktorka
- Justyna Żurowska-Cegielska (ur. 1985) – polska koszykarka

W innych językach
- Angielski: Justine
- Czeski: Justýna
- Francuski: Justine
- Hiszpański: Justina
- Japoński: ユスティーナ (Justiina)
- Niemiecki: Justine
- Rosyjski: Устинья (Ustinja)
- Węgierski: Jusztína
- Włoski: Giustina